# ロータリー車
ロータリー車（ロータリーしゃ）とは、回転式の羽根を用いる除雪用の車両。道路用と鉄道車両に区分して解説する。英語ではSnow blowerと言い、文字通り雪を吹き飛ばす車両である。
古い車両では大型のブロワーが前面に露出しており、これで直接雪を掻き込んで吹き飛ばす物が多かった。また、動力源の都合から大型の車両が主であった。近年では、ブロワーの前にロールバーを設置し、これによって雪を砕きつつ掻き込み、ブロワーで吹き飛ばす形態の物が主となっている。旧来の方式では雪が十分に掻き込まれないまま前方に押し固められてしまい、作業が進行できなくなるケースがあったためである。また、ウニモグの除雪車仕様の様に進行方向と垂直な方向に軸を持つローターにより掻き寄せ羽とブロワーを兼ねるタイプも存在する。

## 道路用
大型の除雪車は建機メーカーが、小型の除雪機は、ホンダやヤマハなどのバイクメーカー（積雪地の二輪車販売店における冬期の取扱商品としての面がある）や一部の農機メーカー（ヤンマーアグリ、クボタなど）、産業機械メーカー、重機メーカーなどが製造・販売しており、さまざまなバリエーションが存在する。個人向けでは2025年現在、新品価格が30万円台のものも存在しており、豪雪地帯の歩道や生活道路の利便性の向上に一役買っている。

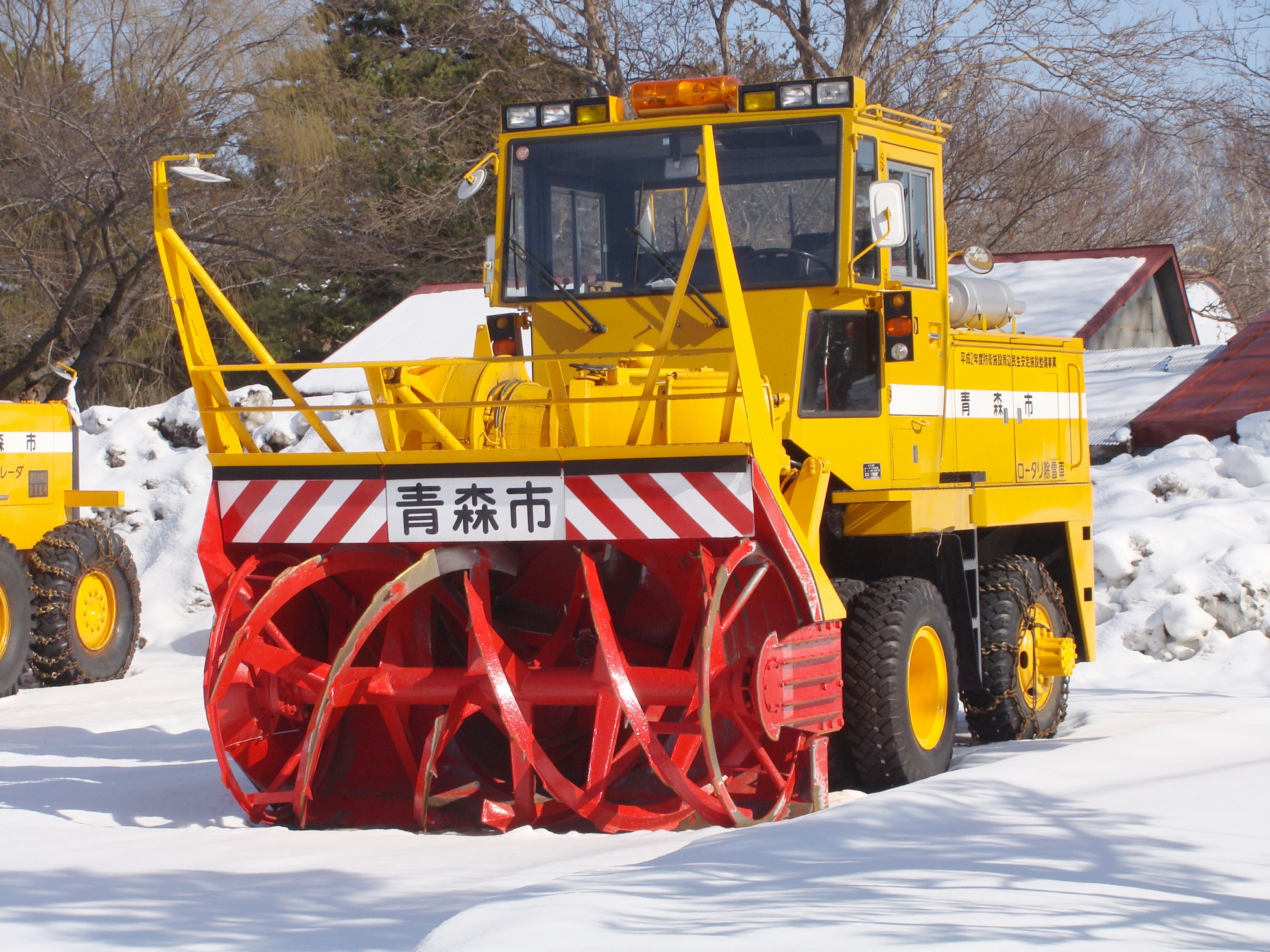
ロータリー除雪車
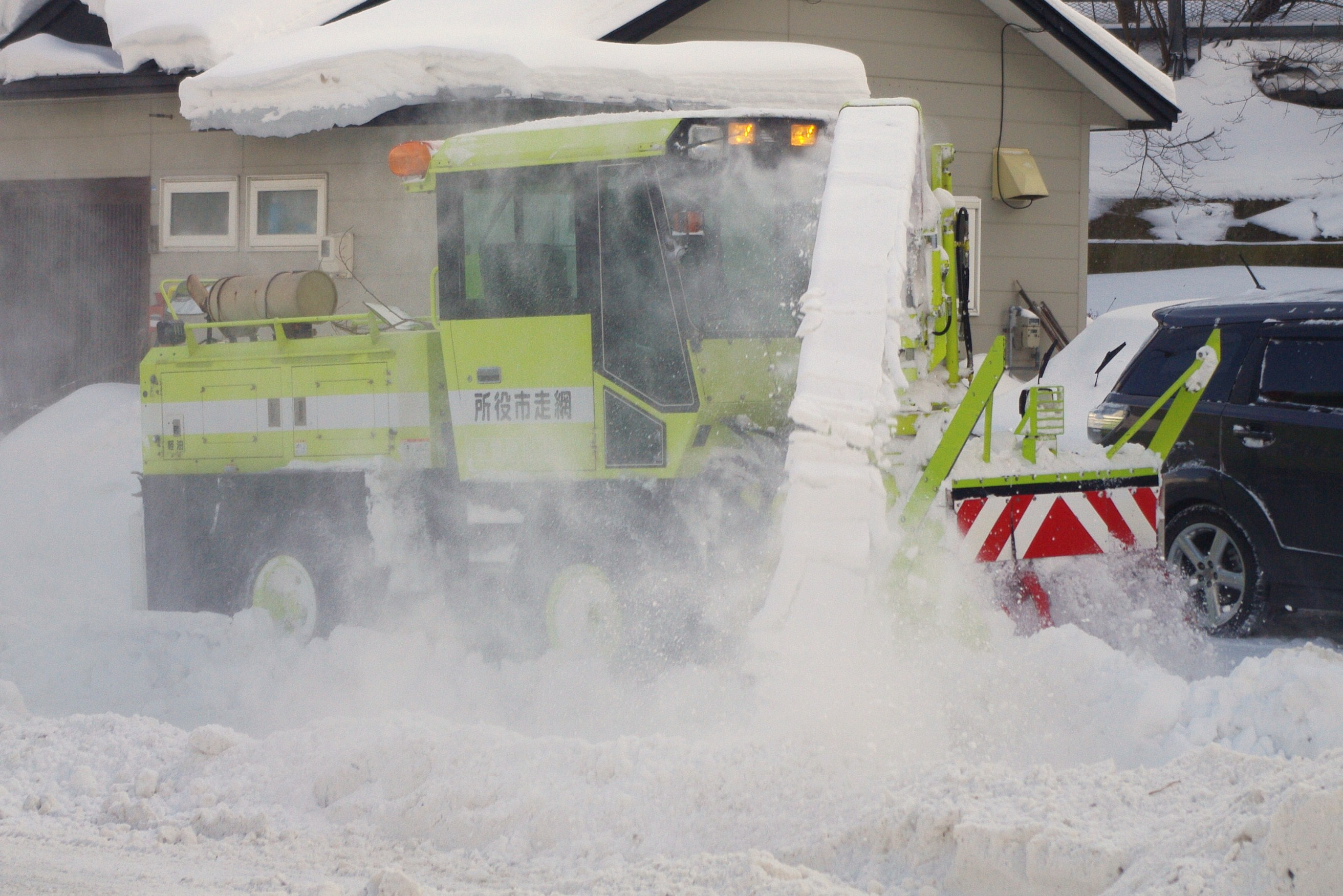
歩道用ロータリー除雪車

## 鉄道車両
| ロータリー雪かき車国鉄DD14形 DD14 1  |  | ロータリー機構部。手前にあるものは掻き寄せ羽であり、ブロワーは奥に見える |
| ロータリー雪かき車 国鉄DD14形 DD14 1 |  | ロータリー機構部。手前にあるものは掻き寄せ羽であり、ブロワーは奥に見える |

鉄道では、積雪を掻き崩したり、ラッセル車等により側方に押し固めた雪の壁を自らの前の翼（またはかつてはマックレー車というさらに別種の車両があった）でいったん掻き寄せて回転羽根で遠方に投雪する。
以前は、単独の車両（日本では貨車の一種に分類していた）で、機関車の推進を受けるものであった。しかし、維持コストが高いうえに、夏期には全くの「お荷物」となってしまうことから、1960年代頃から開発された、専用のディーゼル機関車のアタッチメントという形態のロータリー車に置き換えられ単独のロータリー車は消えていった。また幅の広い集雪ブレードを持つようになったため、前述のマックレーも廃し単独で除雪作業を行える形態となった。さらに現在はそのような機関車も減り、小形の軌道モーターカーにロータリー除雪装置を取り付けたもの（車両でなく機械扱い）による除雪の運用が主流となっている。